# خانه سید ابوالقاسم روهنی
خانه سید ابوالقاسم روهنی مربوط به دوره قاجار است و در یزد، خیابان سید گلسرخ، کوچه نهم، پلاک ۷۵ واقع شده و این اثر در تاریخ ۱۰ خرداد ۱۳۸۲ با شمارهٔ ثبت ۹۱۳۴ به‌عنوان یکی از آثار ملی ایران به ثبت رسیده است.